# Барбі (Німеччина)
Барбі (нім. Barby) — місто в Німеччині, розташоване в землі Саксонія-Ангальт. Входить до складу району Зальцланд.
Площа — 152,61 км2. Населення становить 8173 ос. (станом на 31 грудня 2021).